# السوده (الطائف)
السوده قرية سعودية، تتبع لمحافظة الطائف التابعة لإمارة منطقة مكة المكرمة.

## القرية
تبعد القرية عن محافظة الطائف حوالي 40 كيلو متر بإتجاه الجنوب، نوع الطريق أسفلت. أقرب مدينة أو قرية بها مركز وخدمات صحية هو المشاييخ وجرجة الذي يبعد عن القرية 5 كم. الخدمات العامة: كهرباء عامة وخدمة بلدية وخدمة بريد وبث تلفزيوني